# Šezor
Šezor (hebrejsky שְׁזוֹר‎, v oficiálním přepisu do angličtiny Shezor) je vesnice typu mošav v Izraeli, v Severním distriktu, v Oblastní radě Merom ha-Galil.

## Geografie
Leží v nadmořské výšce 308 metrů v údolí Bejt ha-Kerem na pomezí Horní a Dolní Galileji. Vesnice je situována cca 26 kilometrů východně od břehů Středozemního moře.
Mošav se nachází cca 110 kilometrů severovýchodně od centra Tel Avivu a cca 37 kilometrů severovýchodně od centra Haify. Šezor obývají Židé, přičemž osídlení v tomto regionu je etnicky smíšené. V údolí Bejt ha-Kerem se rozkládají lidnatá sídla městského charakteru jako Nachf nebo bývalé město Šagor, která obývají izraelští Arabové, a přímo v blízkosti mošavu pak leží města Rama a Sadžur, ve kterých žijí i arabsky mluvící Drúzové. Jediným větším židovským sídlem v údolí je Karmiel cca 6 kilometrů západně odtud, další menší židovské vesnice se nacházejí na okolních kopcích.
Obec Šezor je na dopravní síť napojena pomocí dálnice číslo 85.

## Dějiny
Vesnice Šezor byla založena roku 1953. Původně šlo o polovojenské sídlo typu Nachal, které tu vzniklo jako tehdy první židovský opěrný bod v jinak ryze arabské centrální části Galileji. V roce 1954 do vesnice dorazili židovští přistěhovalci z Maroka. Ti se zde ale neudrželi a později byl mošav znovu osídlen Židy z Íránu a Iráku.
Vesnice navazuje na starověké židovské sídlo stejného jména, které je zde připomínané v Talmudu a jehož název byl pak uchován ve jménu sousedního drúzského města Sadžur.
Místní ekonomika je založena na zemědělství a turistickém ruchu. Část obyvatel za prací dojíždí. V Šezor je k dispozici zařízení předškolní péče o děti. Základní škola je ve městě Karmiel.

## Demografie
Obyvatelstvo Šezor je smíšené, tedy sekulární i nábožensky založené. Podle údajů z roku 2014 tvořili populaci v Šezor Židé (včetně statistické kategorie "ostatní", která zahrnuje nearabské obyvatele židovského původu ale bez formální příslušnosti k židovskému náboženství).
Jde o menší sídlo vesnického typu s dlouhodobě stagnujícím počtem obyvatel. K 31. prosinci 2014 zde žilo 300 lidí. Během roku 2014 populace klesla o 4,8 %.
| Rok            | 1961 | 1972 | 1983 | 1995 | 2001 | 2003 | 2004 | 2005 | 2006 | 2007 | 2008 | 2009 | 2010 | 2011 | 2012 | 2013 | 2014 |
| -------------- | ---- | ---- | ---- | ---- | ---- | ---- | ---- | ---- | ---- | ---- | ---- | ---- | ---- | ---- | ---- | ---- | ---- |
| Počet obyvatel | 227  | 336  | 292  | 345  | 353  | 360  | 359  | 358  | 362  | 358  | 353  | 297  | 299  | 295  | 314  | 315  | 300  |